# واکنش ادکینز–پترسون
واکنش ادکینز–پترسون(به انگلیسی: Adkins–Peterson reaction) عبارت است از اکسایش متانول در حضور اکسیژن و تبدیل آن به فرمالدهید که توسط کاتالیست اکسید فلزی صورت می‌گیرد.کاتالیست مورد استفاده اکسید آهن ،تری‌اکسید مولیبدن یا ترکیبی از آن‌ها است.این واکنش نخستین بار توسط دو شیمیدان به نام‌های هومر ادکینز و وسلی پترسون ارائه شد.